# Crank Yankers
Crank Yankers foi um programa de televisão produzido por Adam Carolla, Jimmy Kimmel e Kellison Daniel, baseado em trotes telefônicos feitos para celebridades. Esteve no ar na Comedy Central entre 2002 e 2005 na MTV2 em 2007.

## Artistas
| Jimmy Kimmel Adam Carolla Drew Carey Dave Chappelle Dane Cook David Cross Eminem Tracy Morgan Sarah Silverman Tony Barbieri Jeff Goldblum Jamie Kennedy Jack Black Tom Kenny Kyle Gass Susie Essman Jim Florentine Touch-Tone Terrorists Fred Armisen Nicole Sullivan Kevin Nealon Super Dave Osborne David Alan Grier Rick Rosner Wanda Sykes Snoop Dogg Ludacris | Jack Osbourne Sharon Osbourne Billy West Lisa Kushell Stephen Colbert Patton Oswalt Denis Leary Biz Markie Chamillionaire Seth MacFarlane Mitch Hedberg Dr. Drew Pinsky Wu-Tang Clan Seth Green Lil' Jon Andy Milonakis Steve-O Ryan Dunn Nick Cannon Kenan Thompson Robert Smigel Josh Gardner Good Charlotte Jonathan Kimmel |  |